# Arlequin
Pour les articles homonymes, voir Arlequin (homonymie).
Arlequin (en italien : Arlecchino) est un personnage type de la commedia dell'arte qui est apparu au XVIe siècle en Italie, au masque noir et dont le costume est fait de losanges multicolores. Ceux-ci 
représenteraient les multiples facettes d'Arlequin, ainsi que sa pauvreté.

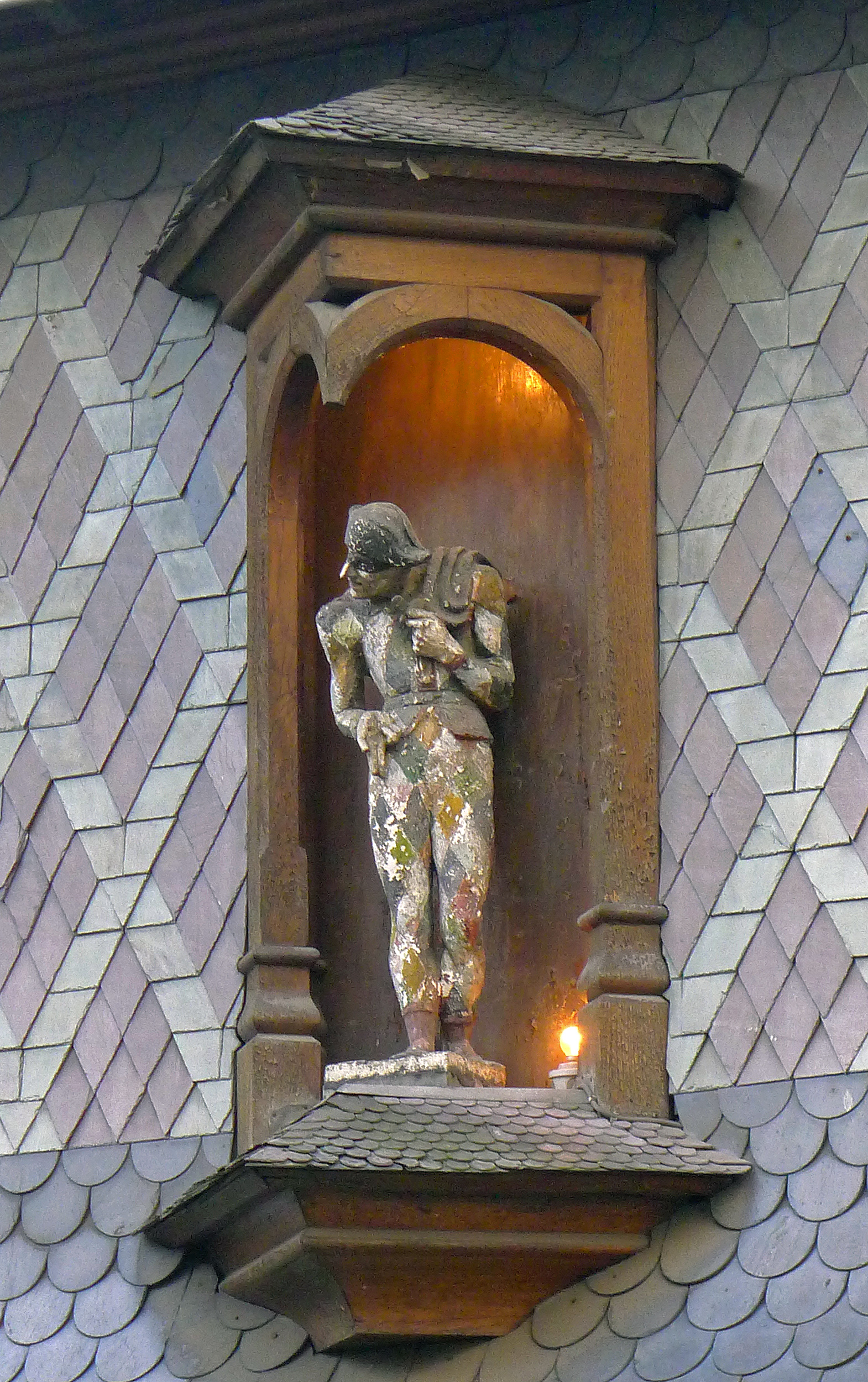
Niche avec une statue dite L'arlequin, rue Louis-Romain à Angers (Maine-et-Loire).

## Origines

### Étymologie
La plupart des sources indiquent que le mot italien Arlecchino, d'où est issue la forme du français moderne Arlequin, est lui-même un emprunt au français. En ancien français, la mesniee Hellequin « suite, escorte de Hellequin » est mentionnée dès le XIe siècle, puis sous différentes formes Halequin « génie malfaisant » au XIIIe siècle. Harlequin est un nom de personne dans les archives de Dijon en 1324. Harlequin au XVIe siècle s'applique à un personnage de théâtre, mot repris par l'italien sous la forme Arlecchino qui n'apparait pas dans cette langue avant la Renaissance, bien qu'un personnage nommé Alichino soit mentionné par Dante dès le XIIIe – XIVe siècle. Le moine anglo-normand Orderic Vital désigne le cortège sauvage par l'expression familia Herlechini au XIIe siècle, nom qui proviendrait de celui du roi de la mythologie germanique occidentale *Her(e)la kuning (non attesté), traduit par Herla rex en latin, vieil anglais *Herla cyning « Herla king », avec Herla auquel correspond le vieux haut allemand Herilo (nom du roi Herilo) qui remonte à un plus ancien *χarila(n) « chef de l'armée ». Ce serait une appellation du dieu Wotan,. Au contraire, Maurice Delbouille suggère que le choix du nom de Herla, peut-être création individuelle et arbitraire, a pu être déterminé par l'existence de la famille d'anthroponymes et de mots à radical herl-, tel Herlwin > Herluin, impliquant les notions de « tapage » et de « vagabondage » (ancien français harele « tumulte », herler « faire du tapage », herle « tumulte, tocsin »),,. Dans cette perspective, l'élément -quin pourrait être semblable à celui attesté dans des anthroponymes anglo-scandinaves ou anglo-saxons que l'on rencontre dans la toponymie normande, dont Hennequeville (Calvados, Heldechin villa[m] 1025 ? et Heldechinville en 1057 - 1066); Sorquainville (Seine-Maritime, Soartichin villa 1032 - 1035) ou Harcanville (Seine-Maritime, Harkenvilla XIIe siècle), dont l'élément *kin représente l'ancien scandinave kyn « kinship, clan, dynastie » et le vieil anglais cyne « royal », cyn(n) « famille, race, classe (sociale), genre » devenu kin en anglais moderne.
L'auteur soufiste Idries Shah a argumenté que ses origines seraient avant tout soufies,. Selon lui les maîtres soufis classiques étaient connus pour porter une robe rapiécée cousue à partir d'étoffes de différentes couleurs dès le XIe siècle. Le mot arlequin serait issu de l'arabe aghlaq — le nom alors donné à ces maîtres qui enseignaient par l'humour et la dérision — dont le pluriel est aghlaquin, prononcé gutturalement comme la jota espagnole, qui aurait donné le nom arlequin. Shah défend cependant que l'enseignement de la sagesse par l'humour, un des traits du personnage d'Arlequin, est une constante de la sagesse universelle. Cette étymologie n'est par ailleurs soutenue par aucun travail de philologie, puisqu’arlequin (arlecchino) est une forme moderne altérée d’attestations plus anciennes comportant un H- initial et un e-, dont la signification est proche et l'évolution sémantique pertinente.

### Origines italiques
Elles relèveraient des « sannions » ou « bouffons » qui jouaient les fables atellanes, ainsi nommées de la ville d'Atella, d'où ils étaient venus, vers les premiers temps de la République romaine, pour ranimer les Romains découragés par une peste affreuse.
Cicéron, émerveillé de leur jeu, s'écrie : « Quid enim potest esse tam ridiculum quam sannio est ? Sed ore, vultu, [imitandis moribus,] voce, denique corpore ridetur ipso » (de Oratore, lib. II, cap. 64). Le costume de ces mimes, tout à fait étranger aux habitudes grecques et romaines, se composait d'un pantalon (et non d'une toge) de diverses couleurs, avec une veste à manches, pareillement bigarrée, qu'Apulée, dans son Apologie, désigne par le nom de centunculus, habit de cent pièces cousues ensemble. Ils avaient la tête rasée, dit Vossius, et le visage barbouillé de noir de fumée : Rasis capitibus et fuligine faciem obducti. Tous ces traits caractéristiques se trouvent dans des portraits peints sur des vases antiques sortis des fouilles d'Herculanum et de Pompéi ; et l'on peut en conclure que jamais descendant de noble n'a offert une ressemblance de famille aussi frappante que celle qui existe entre Arlequin et ses aïeux.
Quant à la personnalité d'Arlequin, elle fut sans doute empruntée aux personnages d'esclaves des comédies latines (celles de Plaute et Térence, eux-mêmes très inspirés par les spectacles comiques latins pré-classiques), au caractère souvent très proche (goinfres, poltrons, fanfarons, paresseux, lascifs…), aucune trace textuelle d'atellane n'ayant subsisté après la disparition de l'Empire romain.

## Sur scène

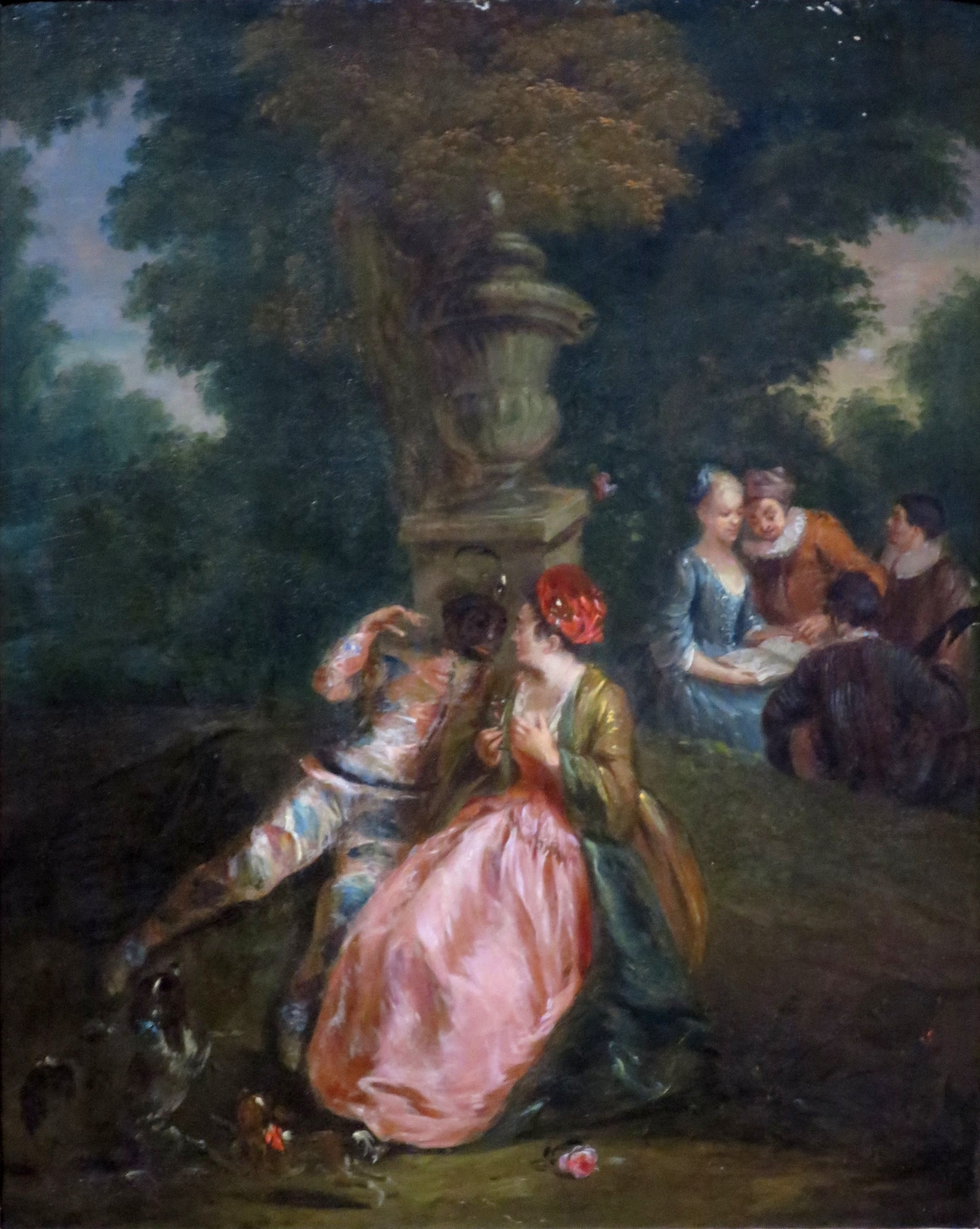
Arlequin et Colombine, 1721-1736
par Jean-Baptiste Pater
Musée d'art d'El Paso

Le personnage d'Arlequin n'a pas été créé par l'acteur italien Domenico Biancolelli. On en trouve la trace en Italie dès le XVIe siècle. En France, les comédiens du duc de Mantoue, parmi lesquels un acteur se fait appeler Arlequin, sont invités par la reine Marie de Médicis dès 1606, mais ils se font prier et ne se rendent en France qu'en 1608. Arlequin n'est pas au rendez-vous, immobilisé dit-on, par une maladie.
Employé dans beaucoup de pièces de commedia dell'arte, il est un personnage indispensable à celle-ci. Sa fonction est celle d'un valet comique. Il est connu pour sa bouffonnerie. Contrairement à Brighella, il fait preuve de peu d'intelligence, il est bête, famélique, crédule et paresseux. Il est toujours en quête de nourriture et pour en trouver, il est capable d'inventer toutes sortes de stratagèmes, pirouettes ou acrobaties, mais le reste du temps, il cherche avant tout à dormir et éviter le moindre effort. Il était souvent représenté une bouteille à la main, ce qui signifiait que le spectateur ne devait pas tenir compte de ses paroles.
Arlequin joue le rôle de l'humble serviteur, comme dans Arlequin, serviteur de deux maîtres, de Carlo Goldoni. Il peut aussi être l'amoureux de Colombine et par conséquent un rival de Pierrot. Il apparaît en France à l'époque de Molière, où ses caractéristiques évoluent. Il devient ainsi dans les pièces de Marivaux, comme dans l'Île des esclaves, un valet en apparence naïf et sensible, mais qui laisse entendre l'intelligence et la ruse d'une soumission feinte. La dramaturgie de Marivaux développe, par l'intérêt porté au langage (et à ce qui lui est corollaire), le caractère du personnage Arlequin.[pas clair]

## Dans la rue
De tous temps, aux carnavals et aux charivaris, sera associée la diabolique figure de « Hellequin », allitération de « Helleking » (roi de l'Enfer).
L'Arlequin est encore un personnage du Carnaval de Binche, du Carnaval de Malmedy en Belgique et du carnaval de Nivelles.

## Œuvres où figure Arlequin

### Au théâtre

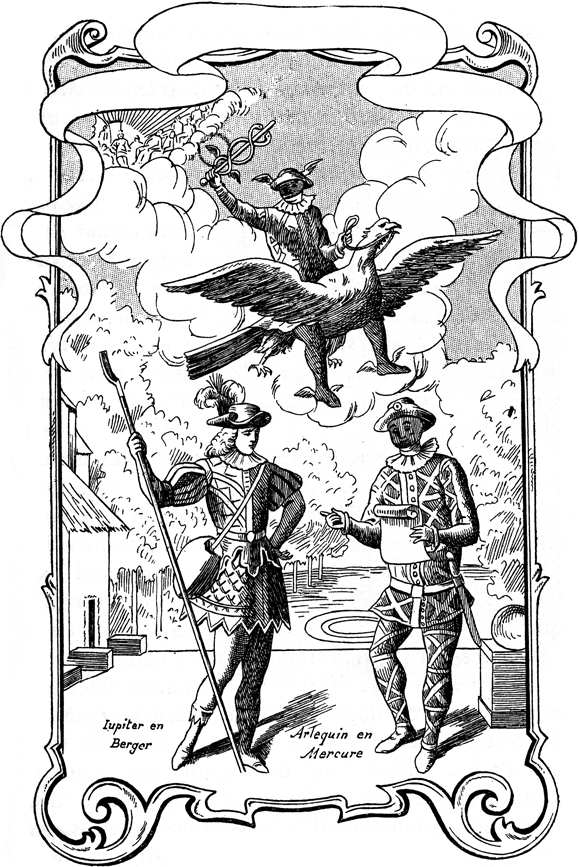
Illustration dArlequin Mercure Galant d'Anne Mauduit de Fatouville de la Comédie-Italienne

Le personnage d'Arlequin est une figure récurrente non seulement de la commedia dell'arte, mais du théâtre européen, qui traverse tant les frontières et les langues que les époques. Parmi les œuvres dramatiques majeures où il apparaît, on peut compter :
- parmi le répertoire traditionnel de la commedia dell'arte : 
  - Les Deux Arlequins,
  - Arlequin Phaéton,
  - Arlequin défenseur du beau sexe,
  - Arlequin misanthrope,
  - L'Arlequinade,
  - Les Aventures d'Arlequin,
  - Le Désespoir d'Arlequin ;
- une pièce italienne attribuée à la troupe des Gelosi : Compositions rhétoriques de M. Don Arlequin (1572).
- les pièces françaises de Jean-François Regnard :
  - La Descente d'Arlequin aux enfers (1689),
  - Arlequin homme à bonne fortune (1690) ;

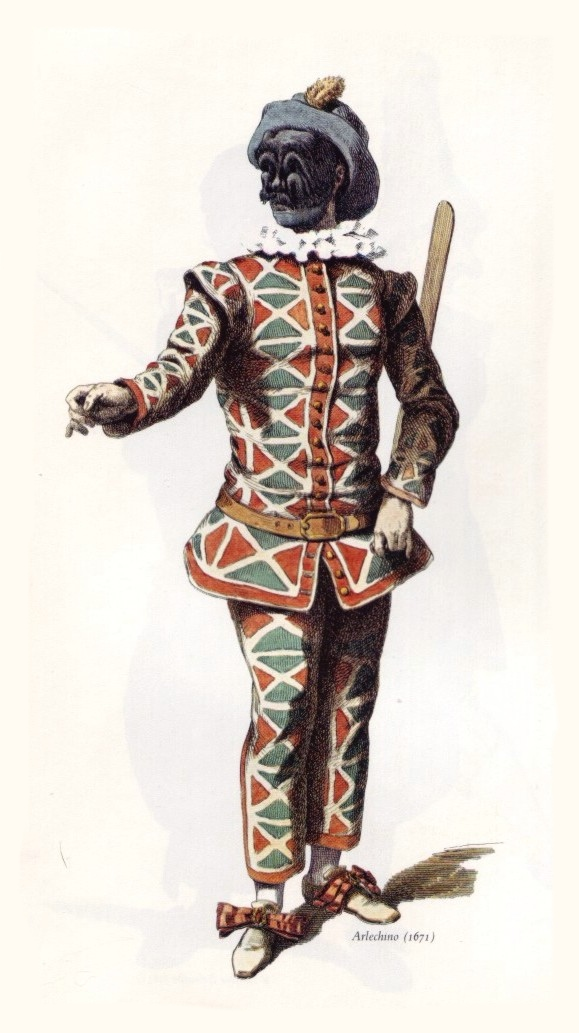
Arlequin vu par Maurice Sand, 1860.

- Arlequin vu par Maurice Sand, 1860.de nombreuses pièces françaises d'Anne Mauduit de Fatouville de la Comédie-Italienne :

- - Arlequin chevalier du soleil,
  - Arlequin empereur dans la lune,

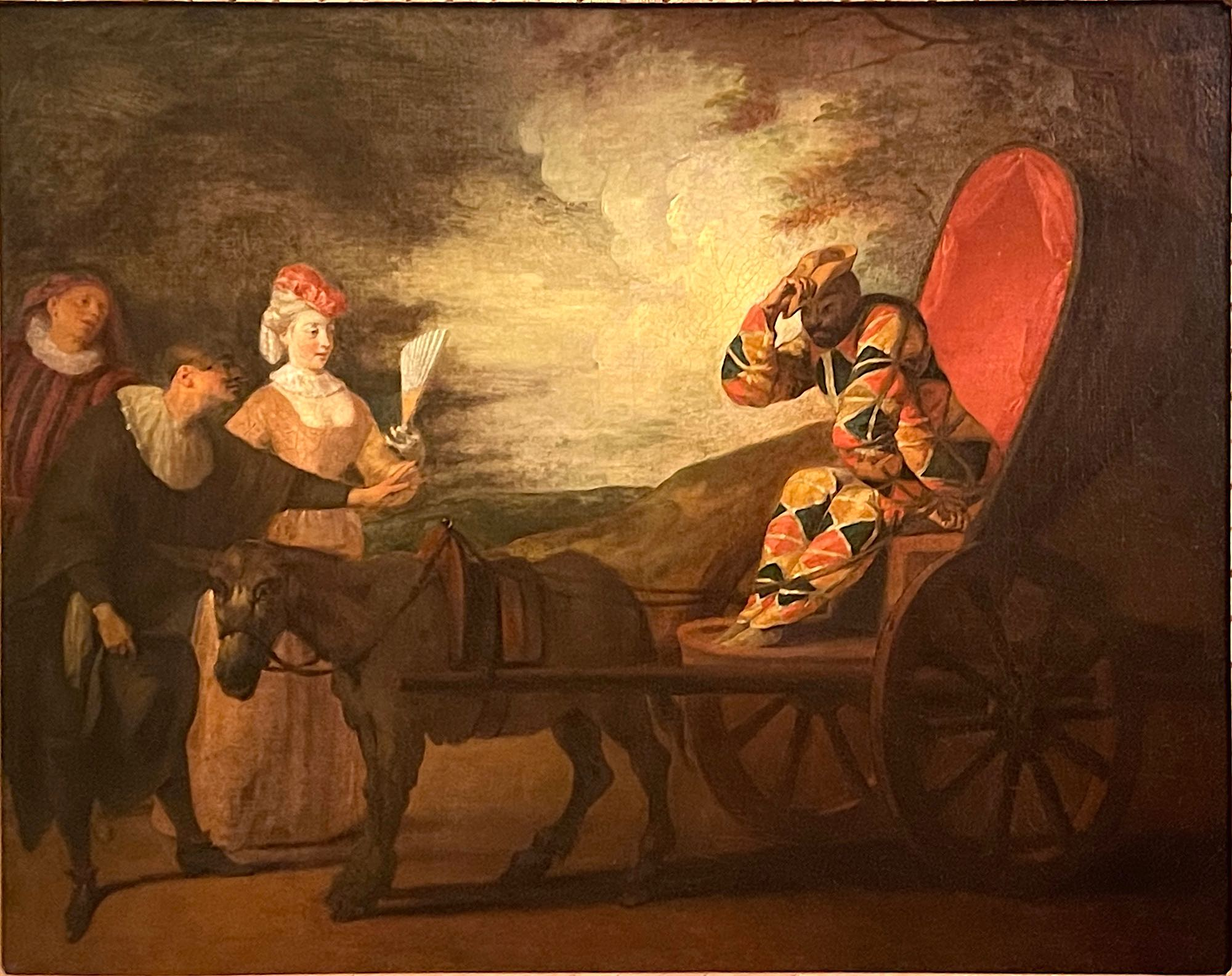
Claude Gillot et Antoine Watteau, Arlequin Empereur dans la Lune, vers 1707-1709.

  - Arlequin Jason ou la toison d'or comique,
  - Arlequin lingère du palais,
  - Arlequin Mercure galant,
  - Arlequin Protée ;
- de nombreuses pièces françaises de Pierre Carlet de Chamblain de Marivaux :
  - Arlequin poli par l'amour (1720) (texte sur Wikisource),
  - La Surprise de l'amour (1722) (texte sur Wikisource),
  - La Double Inconstance (1723) (texte sur Wikisource),
  - La Fausse Suivante (1724) (texte sur Wikisource),
  - Le Prince travesti (1724) (texte sur Wikisource),
  - L'Île des esclaves (1725) (texte sur Wikisource),
  - La Seconde Surprise de l'amour (1727) (texte sur Wikisource),
  - Le Jeu de l'amour et du hasard (1730) (texte sur Wikisource),
  - Les Fausses Confidences (1737) (texte sur Wikisource) ;
- les pièces italiennes de Carlo Goldoni :
  - Arlequin serviteur de deux maîtres (1753),
  - Les Amants timides ou l'Affaire des deux portraits (1765) ;
- la pièce française de Louis Antoine de Saint-Just : Arlequin-Diogène (1789).

### Dans la musique et dans la danse

#### Opéra

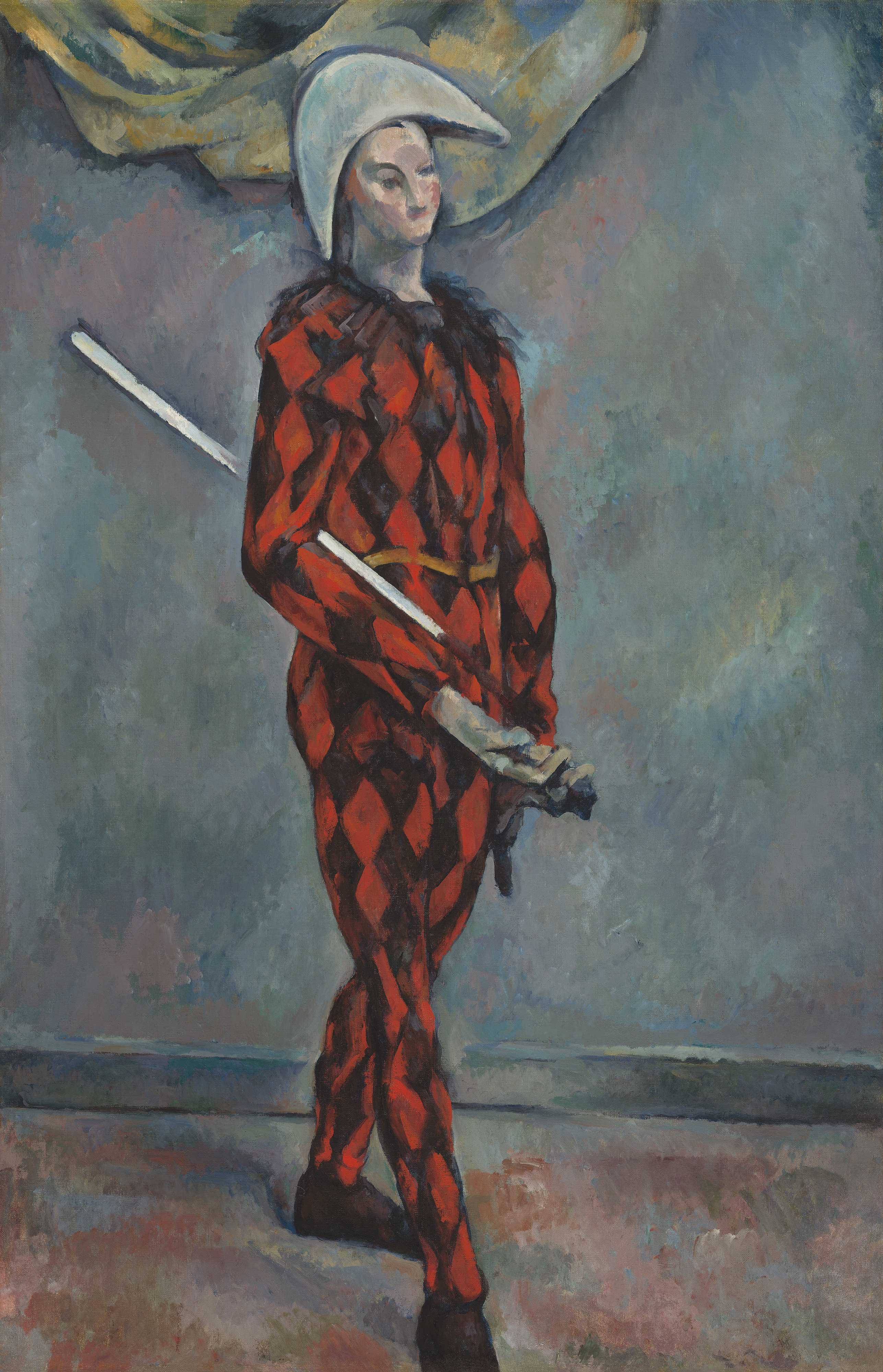
Arlequin de Cézanne (1888), National Gallery of Art.

On le retrouve particulièrement dans les opéras italiens tels que : 
- Pagliacci (1892) de Ruggero Leoncavallo,
- Arlecchino, oder Die Fenster (1913) de Ferruccio Busoni, composé sur un livret allemand.

Il donne son nom à la troisième pièce du Carnaval op.9 pour piano de Robert Schumann et au Menuet d'Arléquin, pièce pour pianoforte de Ruggero Leoncavallo. 
Dans l'art de la danse, la figure d'Arlequin est particulièrement mise en valeur dans le ballet de 1900 Les Millions d'Arlequin de Marius Petipa, sur une musique de Riccardo Drigo.

#### Musique
- Arlekino (1975) de Alla Pougatcheva.

### Dans la peinture
Le personnage d'Arlequin est un sujet privilégié de la peinture lorsqu'elle emprunte aux autres arts et s'inspire du monde du théâtre. Un des plus célèbres tableaux de cette lignée est l’Arlequin de 1888 de Paul Cézanne. Maurice Sand, fils de l'écrivaine George Sand, fera son portrait parmi toute une célèbre galerie de représentations de personnages de la commedia dell'arte, dont l'univers le fascinait. De nombreux tableaux de Pablo Picasso représentent également des Arlequins, comme l'Arlequin assis.

### En littérature
Arlequin irrigue toute la littérature occidentale et au-delà. La poétesse Andrée Chedid lui dédiera notamment au XXe siècle le poème éponyme « Arlequin », publié dans son recueil Textes pour un poème, Poèmes pour un texte.
La figure d'Arlequin se retrouve particulièrement en littérature destinée à l'enfance et à la jeunesse, comme dans les ouvrages suivants :
- Sept contes (1984) de Michel Tournier,
- Pierrot, Colombine et Arlequin (2020) de Pierre Chaffard-Luçon.